# Artemisia pallens
Davana o Artemisia pallens (en tamil: மரிக்கொழுந்து, தவணம்: மரிக்கொழுந்து, தவணம், en maratí: दवणा: दवणा) es una hierba aromática pequeña, de naturaleza xerofílica. Las flores son panícula de racimos que portan aguantan numerosas cabezas de flor amarillas pequeñas o capitula, pero la cubierta sedosa blanca plateada de abajo da al follaje un aspecto gris o blanco.

## Cultura popular
- Ha inspirado incluso a letristas de películas ("Madurai Marikozhundu Vasam" es uno de los números más populares) para sugerir números románticos.[1]